# Восточный Родез
Восто́чный Роде́з (фр. Rodez-Est) — кантон во Франции, находится в регионе Юг — Пиренеи, департамент Аверон. Входит в состав округа Родез.
Код INSEE кантона — 1228. Всего в кантон Восточный Родез входят 3 коммуны, из них главной коммуной является Родез.

## Коммуны кантона
| Коммуна       | Население, чел. (2007) | Почтовый индекс | Код INSEE |
| ------------- | ---------------------- | --------------- | --------- |
| Ле-Монастер   | 2 095                  | 12000           | 12146     |
| Родез         | 10 739                 | 12000           | 12202     |
| Сент-Радегонд | 1 561                  | 12850           | 12241     |

## Население
Население кантона на 2007 год составляло 14 395 человек.
| 1962 | 1968 | 1975 | 1982 | 1990   | 1999   | 2006   | 2007   |
| ---- | ---- | ---- | ---- | ------ | ------ | ------ | ------ |
| —    | —    | —    | —    | 14 157 | 13 740 | 14 481 | 14 395 |